# Trasplante de corazón
El trasplante de corazón es una intervención quirúrgica en la que se sustituye el corazón enfermo de un paciente por otro sano procedente de un donante. Los pacientes presentan insuficiencia cardíaca de origen diverso y han agotado otras alternativas terapéuticas. 
El procedimiento más común es tomar un corazón de un donante recientemente fallecido (alotrasplante) e implantarlo en el paciente. El corazón del propio paciente es extraído (trasplante ortotópico) o, poco frecuentemente, dejado como apoyo del corazón del donante (trasplante heterotópico). Es también posible tomar un corazón de otra especie animal o implantar uno artificial, aunque el resultado de ambos procedimientos han sido menos satisfactorios hasta el momento en comparación con la operación común.

## Historia

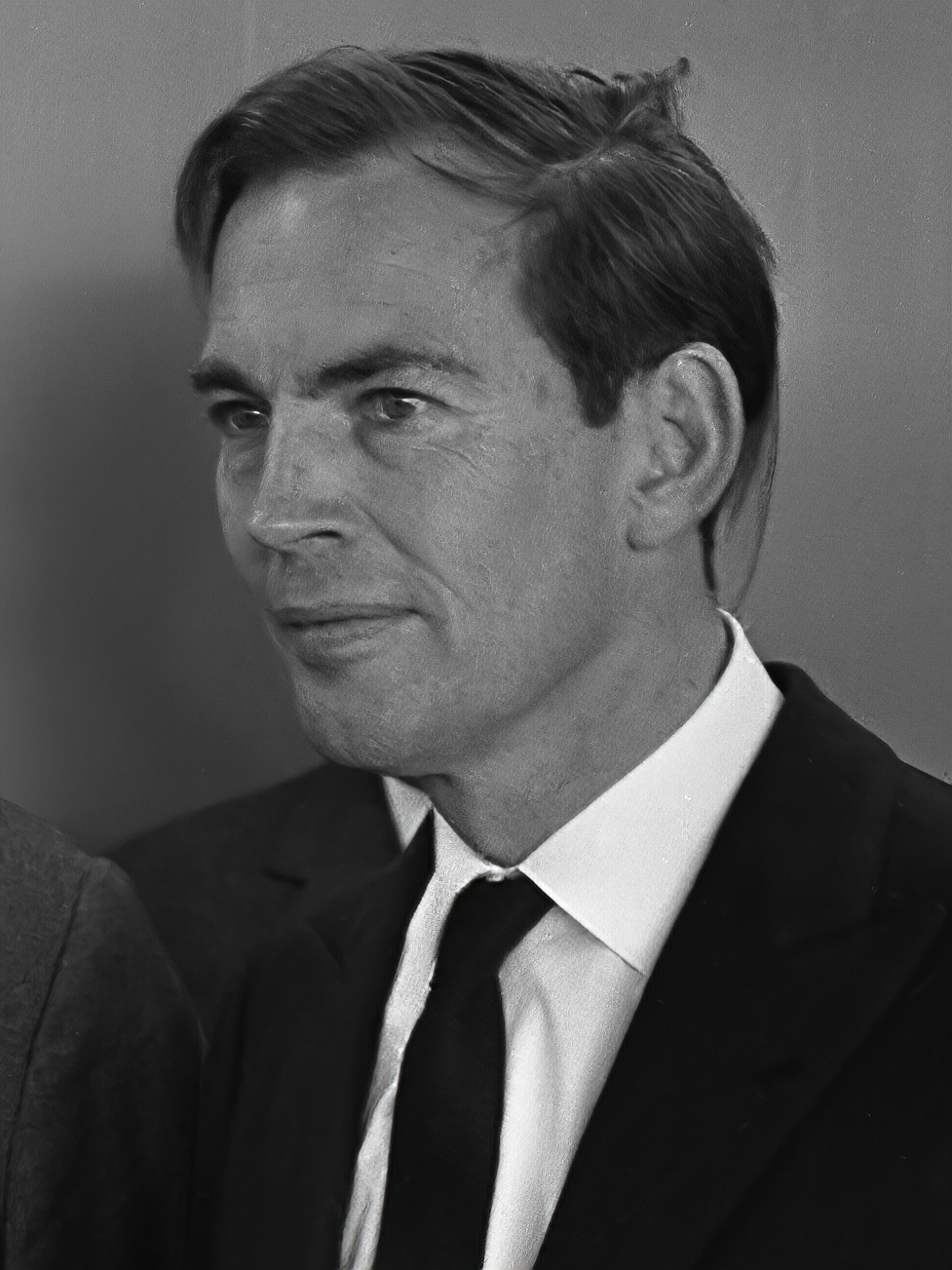
Christiaan Barnard (1968), primer cirujano en realizar un trasplante de corazón humano.

El primer trasplante de corazón ocurrió en la Universidad de Misisipi en Jackson (Misisipi) el 24 de enero de 1964, cuando el equipo del doctor James Hardy trasplantó el corazón de un chimpancé en un paciente moribundo, Boyd Rush; el corazón estuvo latiendo 90 minutos antes de pararse —el doctor Harold Edward había realizado el primer trasplante de pulmón en 1963—.
El primer trasplante de corazón de humano a humano fue realizado por el equipo del cirujano sudafricano Christiaan Barnard —formando parte del cual se encontraba, aunque mantenido en la clandestinidad, Hamilton Naki— en el Hospital Groote Schuur en Ciudad del Cabo (Sudáfrica) el 3 de diciembre de 1967. El paciente fue Louis Washkansky, quien vivió 18 días antes de morir de neumonía. La donante fue Denise Darvall, quien se encontraba en muerte cerebral tras un accidente de coche.
El primer trasplante exitoso en América del Sur se realizó en el antiguo Hospital Naval Almirante Nef en Valparaíso (Chile) el 28 de junio de 1968 y estuvo a cargo del cirujano Jorge Kaplán y su equipo de especialistas, entre ellos los enfermeros navales Álvaro Méndez Rojas y Guido Figueroa Ale. La paciente trasplantada fue María Elena Peñaloza Morales, una modesta costurera de 24 años, afectada de una grave dilatación cardíaca, quien vivió 133 días antes de morir.
El primer trasplante cardíaco realitzado con éxito en España fue en el Hospital de la Santa Creu i Sant Pau la noche del 8 al 9 de mayo de 1984. Los cirujanos que realizaron la operación fueron los doctores Josep Maria Caralps y Josep Oriol Bonín. Concretamente, el 8 de mayo un donante idóneo apareció en el Hospital Universitario de Bellvitge, un chico de 21 años que había muerto de un accidente de tráfico. El órgano fue extraído en aquel hospital y se trasladó a Sant Pau para implantarse en un paciente de 29 años con una miocardiopatía dilatada en fase terminal a quien los médicos solo daban tres meses de vida si no se le trasplantaba el corazón.
El primer trasplante de corazón en México lo realizó en 1988 Rubén Argüero Sánchez en el Centro Médico Nacional La Raza del Instituto Mexicano del Seguro Social.

## Contraindicaciones
Hay pacientes que presentan un peor pronóstico tras el trasplante cardíaco por determinadas condiciones de base. En estos casos se
dice que presentan contraindicación al trasplante. Dicha contraindicación puede ser absoluta (no tendrán acceso al trasplante) o 
relativa (dependiendo de la situación podrán acceder a él o no). Y la causa de esto no es otra que el escaso número de donantes. Al
haber pocos corazones se hace necesario clasificar a los posibles receptores según las posibilidades de éxito que tenga la intervención.
Entre las contraindicaciones absolutas podemos destacar:
- Infección activa
- Tumor
- Hipertensión arterial pulmonar mayor a 5 unidades Wood.
- Enfermedad psiquiátrica

Entre las contraindicaciones relativas encontramos otras como:
- Edad
- Otras enfermedades (diabetes mellitus, etc).
- etc.

## Procedimientos

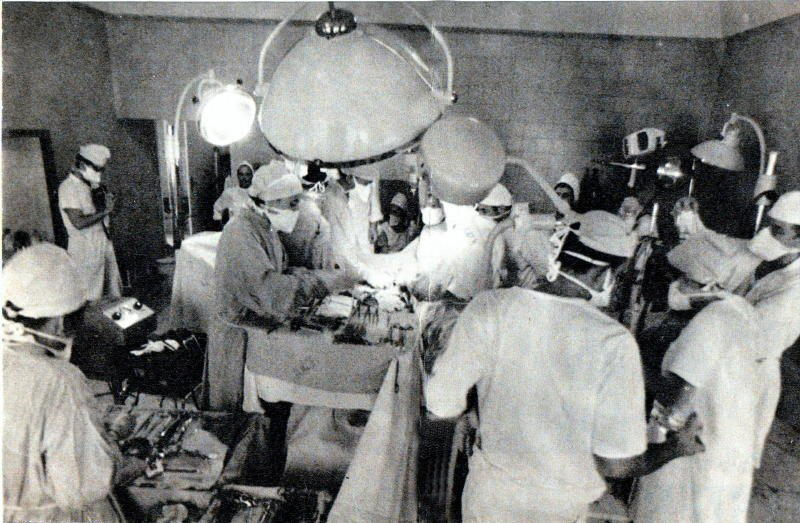
El primer trasplante de corazón en Checoslovaquia, Bratislava (1968).

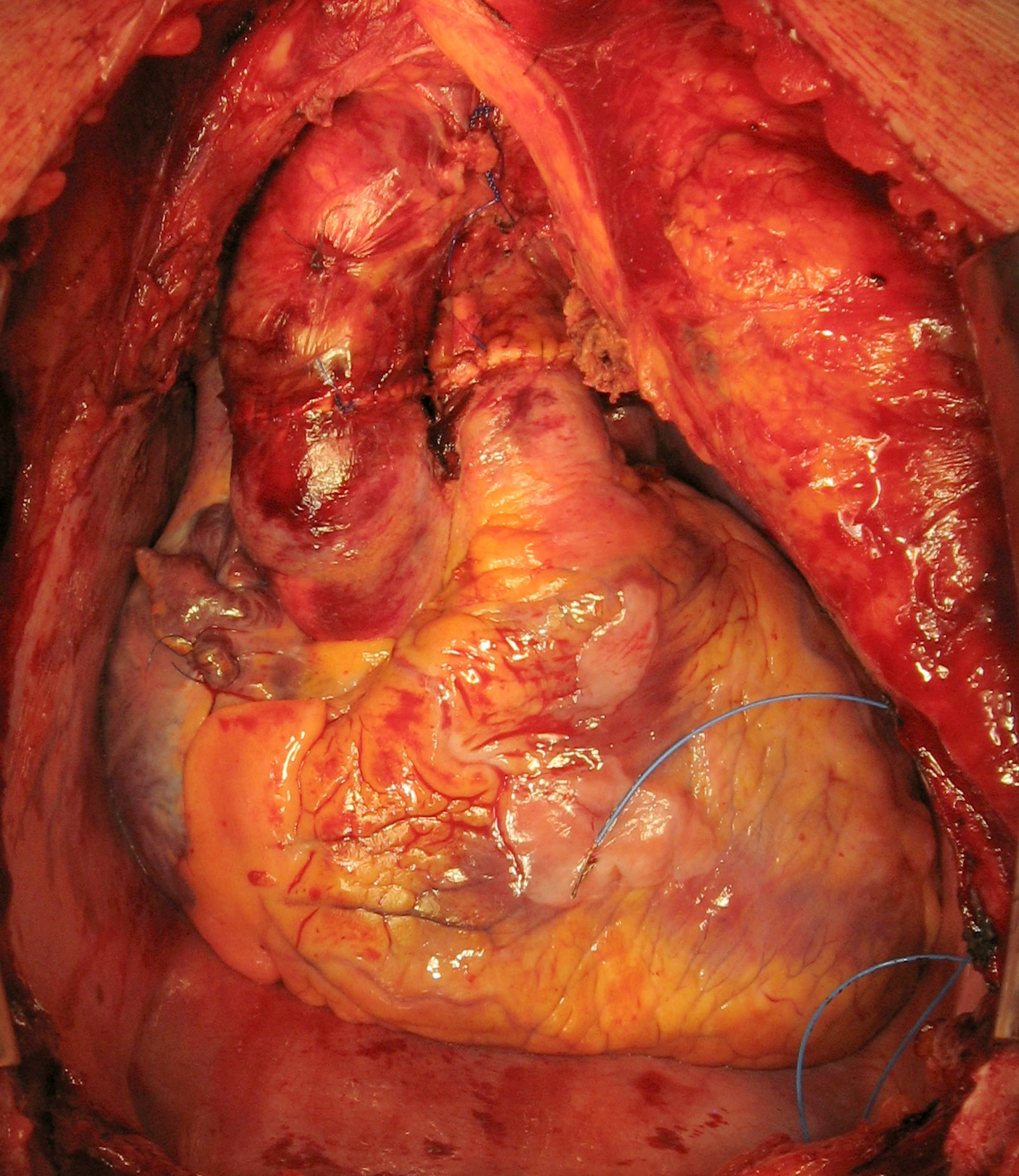
Corazón trasplantado en el pecho del receptor.

### Preoperatorio
Un trasplante de corazón normalmente termina con la búsqueda de un corazón compatible con el paciente de un donante recién muerto o en estado de muerte cerebral. El paciente a trasplantar es avisado por el área e ingresado para evaluar la operación y recibir la medicación preoperatoria. Al mismo tiempo, se extrae el corazón del donante y es inspeccionado por los cirujanos para determinar si es apto para ser trasplantado. Ocurre a veces que se estima no-trasplantable. Esto puede ocasionar al receptor una experiencia muy angustiante, especialmente si es emocionalmente inestable, y que puede obligar a buscar apoyo profesional.

### Operatorio
Una vez el corazón del donante ha pasado la inspección rutinaria, el paciente es llevado a la sala de operaciones y se le administra anestesia general. Se pueden seguir dos procedimientos para los trasplantes, ortotópico o heterotópico, dependiendo de las condiciones propias del paciente.

#### Trasplante ortotópico
El trasplante cardíaco ortotópico comienza cuando el cirujano realiza una incisión a lo largo del esternón para dejar expuesto el mediastino. El pericardio se abre, las grandes válvulas son diseccionadas y al paciente se le realiza un baipás cardiovascular. El corazón enfermo se retira mediante el corte transversal de las válvulas y una parte de la aurícula cardiaca (cardiectomía del receptor). La vena pulmonar no es seccionada; se deja una buena porción circular del atrio para que contenga la vena pulmonar a la derecha del emplazamiento. El corazón del donante es cuidadosamente ajustado en el restante espacio de la aurícula y válvulas y suturar la zona. El nuevo corazón es reiniciado, el paciente es desconectado del baipás cardiopulmonar. 

#### Trasplante heterotópico
En el trasplante cardíaco heterotópico, el corazón propio del paciente no es retirado antes de la implantación del órgano donado. El nuevo corazón es colocado de tal manera que las cámaras y válvulas de ambos corazones puedan estar conectadas de tal forma que actúa de forma efectiva como un «doble corazón». El procedimiento puede proporcionar al corazón original del paciente una oportunidad de recuperarse, y si el corazón del donante sufre un fallo (como por culpa de un rechazo), este debe ser extraído, permitiendo al corazón original empezar a funcionar de nuevo.

### Postoperatorio
El paciente es llevado a la UCI para su recuperación. Cuando despiertan, podrán ser transferidos a una unidad de rehabilitación. Cuánto tiempo dure este proceso, depende tanto de la salud general del paciente como de la manera en que el nuevo corazón se esté comportando. Una vez dado de alta al paciente, este deberá volver al hospital para chequeos regulares y sesiones de rehabilitación. Pueden también precisar ayuda emocional.

## Pronósticos
Los pronósticos de esperanza de vida para los pacientes de trasplantes de corazón del procedimiento orthotopic ha incrementado muy positivamente durante los últimos 20 años, y a datos de agosto de 2006, el ritmo de supervivientes son lo que siguen:
| Tiempo | Hombre | Mujeres |
| ------ | ------ | ------- |
| 1 año  | 86,1 % | 83,9 %  |
| 3 años | 78,3 % | 74,9 %  |
| 5 años | 71,2 % | 66,9 %  |

Hasta 2009, Tony Huesman es la persona con mayor sobrevida después de un trasplante de corazón, con 31 años desde la operación. Huesman recibió su corazón en 1978 a los 20 años tras una neumonía vírica que debilitó su corazón. Huesman falleció el 10 de agosto de 2009 de cáncer a la edad de 51 años.
Erik Compton, golfista profesional, ha sobrevivido a dos trasplantes de corazón, uno cuando tenía 12 años y otro a los 29 años.